# FAN美術館
FAN美術館（ふぁんびじゅつかん）は、岡山県備前市穂浪にあった美術館。
2017年6月に藤原啓記念館の同敷地内に併設する形で開館した。藤原啓などの人間国宝作品の他に、国際公募展・アートオリンピアの受賞作品、現代アートなど、多岐にわたる芸術作品を展示していたが、2023年9月10日より無期限の休館に入っている。

## 施設・常設展示品（2023年9月の休館前のもの）
- 藤原啓記念館：藤原啓、藤原雄、古備前作品
- 東館：小企画展示
- 本館：企画展示
- 北館：アートオリンピアの受賞作品
- Ｌ館：村上隆、横尾忠則等の現代芸術
- 本館1階：総合受付、茶室、ラウンジ、カフェ、ショップ
- 藤原啓工房：陶芸体験
- 庭園：屋外庭園

## 利用情報（2023年9月の休館前のもの）
- 開館時間：9:30～17:00(入館は16:00まで)
- 休館日：火曜日
- 入館料：一般1200円、中高生以下無料

## 交通アクセス
- JR赤穂線備前片上駅より、備前市営バス日生線寒河・福浦峠行き「興亜耐火前」バス停下車、徒歩で約5分。
- 伊部駅、備前片上駅よりタクシーで約10分
- 山陽自動車道和気ICから約20分